# Kazacsay Tibor
Kazacsay Tibor (Budapest, 1892. március 12. – Budapest, 1977. október 5.) zeneszerző, zongoraművész.

## Családja
Az erdélyi örmény Kozocsa (Kuzásáh) család leszármazottja.

## Életútja
Tanulmányait a Zeneakadémián végezte. A Nemzeti Zenedében, majd Berlinben a Klindwort–Scharwenka Konzervatóriumban zeneelméletet oktatott. 1926–1936 között a Magyar Rádió zongorakísérője volt. 1933-ban kinevezték a nem állami zeneiskolák országos szakfelügyelőjévé. 1945 után a Rádióban ismét zongorakísérő volt. Míg korábbi műveinek stílusa a múlt század romantikus harmóniavilágán alapszik, 1962-ben bemutatott nagyszabású művében (Balatoni szimfónia zenekarra, baritonszólóra és vegyes karra) a Bartók és Kodály által kezdeményezett diatónikus, modális népdalstílusig jutott el.

## Művei
- Álomország (fantázia, 1932)
- Kis dalok az állatokról (gyermekdal gyűjtemény, B. Radó Lili szövegével, 1937)
- Max és Móric (groteszk szimfónia, 1938)
- Concerto pour trompette et orchestre, 1965, Edito Musicabudapest